# Una mujer en África
Una mujer en África (en inglés: White Material) es una película dramática francesa de 2009 dirigida por Claire Denis y coescrita con Marie NDiaye.
La película está protagonizada por Isabelle Huppert como Maria Vial, una productora de café francesa en apuros en un país africano francófono sin nombre, que decide quedarse en su plantación de café a pesar del estallido de una guerra civil. La película fue bien recibida, obtuvo altas puntuaciones y apareció en varias listas de los mejores críticos de cine de 2010.
Más tarde , Una mujer en África fue votada como la 97° mejor película desde el 2000, en una encuesta de críticos internacionales realizada en 2016 por la BBC. En 2017, la película fue nombrada la decimoquinta "Mejor película del siglo XXI hasta ahora" en The New York Times.

## Trama
Maria Vial es una granjera francesa blanca que dirige (con su ex marido, André, y su padre Henri, enfermo) una plantación de café en decadencia en un país africano sin nombre en el presente. María y André tienen un hijo perezoso y mentalmente inestable, Manuel. André también tiene un hijo medio africano, José. La guerra civil ha estallado y los soldados rebeldes, muchos de ellos niños soldados, avanzan sobre la zona.
Los militares franceses, mientras se retiran, hacen una última súplica a María para que se marche, pero ella es inflexible en su deseo de proteger el hogar de su familia e ignora las advertencias. Mientras tanto, un DJ rebelde anima por radio a los sublevados y aboga por atacar los emblemas del colonialismo. Los trabajadores de María huyen por miedo al conflicto que se avecina. María se niega obstinadamente a abandonar la plantación y su cosecha, que estará lista en cinco días. Arriesgando su vida e incapaz de encontrar a André, conduce hasta un pueblo para contratar hombres que terminen de recolectar el café. Por el camino, se ve obligada a pagar a unos bandidos que amenazan con matarla en un control de carretera. Tras contratar a los trabajadores, se detiene en la escuela primaria y recoge a José, el hijo mestizo de André. José es un niño optimista de unos 12 años, y más tarde nos enteramos de que su madre es la joven ama de llaves que trabaja para el padre de André.
Mientras tanto, André se reúne en la ciudad con el alcalde africano, Cherif. Cherif, viendo que André está desesperado, se aprovecha de la situación y le ofrece comprar la plantación a cambio de cancelar las deudas de André. Cherif exige a André que consiga que su padre le ceda la plantación de café. De vuelta a la plantación, María busca a su hijo Manuel y lo encuentra en la cama después del mediodía. Tratando de despertarlo, se lamenta de su desgana y le reprocha que no tenga un propósito. Manuel se levanta y, tras darse un baño, queda intrigado por un ruido en la casa. Lo sigue hasta dos jóvenes rebeldes. Éstos corren y, a pesar de no llevar zapatos, Manuel los sigue lejos de la casa. Le acorralan y descubre que van armados con una lanza y un machete. Los niños rebeldes le amenazan, le cortan el pelo y se retiran al monte, disparando con un revólver. María, André y algunos trabajadores se reúnen con Manuel y se sorprenden al verlo desnudo en el campo. María lo carga en el tractor y regresa a la casa. Manuel, evidentemente traumatizado y fuera de sí, abandona el tractor y se dirige a casa de su abuelo. Allí, Manuel, muy tatuado, reacciona a su agresión afeitándose la cabeza, robando la escopeta de su abuelo, atacando al ama de llaves de su abuelo y desapareciendo en la moto de su madre.
A pesar de las continuas súplicas de André para que huya, María sigue decidida a recoger la cosecha de café. Descubre al héroe rebelde herido conocido como "El Boxeador" en un granero y le da de comer. Al caer la noche, los trabajadores se acuestan y María se duerme soñando con una noche anterior. Está hablando de Manuel con Cherif en lo que parece ser una situación romántica alimentada por la marihuana. Cherif le advierte de que su hijo está "medio loco", una afirmación que la hace reír. Se despierta e intenta volver al trabajo. Sin embargo, la radio emite informes de que el boxeador está siendo acogido por "extranjeros" y que los ciudadanos leales deben oponerse a ellos. Sus trabajadores, al oír esto, exigen que se les pague inmediatamente. Ante la amenaza, María abre la caja fuerte y descubre que el dinero ha desaparecido, probablemente sustraído por André para asegurar su salida del país. Con la pistola en la cabeza, María se somete a la exigencia de llevar a los trabajadores de vuelta al pueblo.
Antes de llegar a la aldea, son detenidos por una banda de jóvenes rebeldes que parecen llevar la ropa y las joyas de María. Los rebeldes exigen el camión y, cuando un trabajador protesta diciendo que sólo son pobres aldeanos, los rebeldes le disparan y se marchan, dejando a María al borde de la carretera. María descubre que han saqueado la farmacia y matado al médico y a su ayudante. Mientras los rebeldes conducen el camión por la carretera, son perseguidos por Manuel, que les dice que sabe dónde está el boxeador. Los conduce de vuelta a la plantación, donde ayuda a los rebeldes a saquear el almacén de alimentos de su propia familia. Los rebeldes y Manuel se atiborran de comida y se llevan los numerosos productos farmacéuticos que han robado. Casi todos se desmayan en la casa y sus alrededores.
Las tropas gubernamentales retoman el control de la zona. Se cuelan en los terrenos de la plantación, inmediatamente delante del padre de André, que no avisa a nadie que se encuentre dentro. Las tropas se mueven de habitación en habitación, degollando a los niños rebeldes desmayados por la orgía de comida y drogas. Las tropas encierran al pistolero Manuel en uno de los edificios de la granja y lo queman hasta la muerte. André aparece muerto en el suelo de la casa y con los pasaportes de la familia en la mano.
En la ciudad, María está alterada. Busca la forma de volver a casa cuando Cherif la ve y la lleva en coche. En la plantación, María encuentra el cuerpo carbonizado de Manuel. El padre de André aparece paseando por el granero donde Manuel fue quemado. María mata al padre de André con un machete.
Al final, un rebelde abandona la zona con heridas en la cabeza. Lleva la boina del boxeador. Se la mete en los pantalones y continúa hacia el campo.

## Reparto
- Isabelle Huppert como María Vial
- Christopher Lambert como André, su exmarido
- Nicolas Duvauchelle como Manuel, su hijo
- Isaach de Bankolé como "El boxeador"
- Adèle Ado como Lucie
- Michel Subor como el padre de André
- William Nadylam como Chérif, el alcalde
- David Gozlan como Hamudi

## Recepción
En Rotten Tomatoes, la película tiene un índice de aprobación del 86% según las reseñas de 90 críticos. El consenso crítico del sitio es "Isabelle Huppert es un objeto inamovible rodeado de fuerzas imparables en White Material, un estudio de personajes incendiario y un thriller político que muestra la experiencia de la directora Claire Denis para aumentar la tensión". En Metacritic tiene una puntuación del 81% según las reseñas de 26 críticos, lo que indica "aclamación universal".